# جدال الطاقات المتجددة

الدعم العام العالمي لمصادر الطاقة (إبسوس 2011)

يتجادل صناع السياسة أحيانًا كثيرة بشأن القيود والفرص المتعلقة بالطاقات المتجددة. وأحيانًا يُنتقد إنتاج الكهرباء المتجددة من مصادر مثل طاقة الرياح والطاقة الشمسية، لكونها متغيرة ومتقطعة.  تعتمد أهميتها على مجموعة من العوامل مثل نفوذ مصادر الطاقة المتجددة، بحسب ما ذكرته الوكالة الدولية للطاقة.
أُثيرت مخاوف متعلقة بشأن «ليس في عقر داري» (نيمبي) بما يتعلق بالتأثيرات البصرية والآثار الأخرى لبعض مزارع الرياح، إذ قاتل السكان المحليون أحيانًا أعمال البناء أو قاموا بعرقلتها. تأخر مشروع كيب ويند في ولاية ماساتشوستس في الولايات المتحدة لسنوات لأسباب منها المخاوف الجمالية. كان السكان في المناطق الأخرى أكثر تعاونًا، إذ هناك العديد من الأمثلة على تطوير مزارع الرياح المجتمعية. تعتقد الغالبية العظمى من السكان المحليين أن مزرعة أردروسن للرياح في اسكتلندا قد عززت المنطقة، وفقًا لعضو في مجلس المدينة.
تنامى سوق تقنيات الطاقات المتجددة. تتسبب المخاوف المتعلقة بالتغير المناخي إلى جانب ارتفاع أسعار النفط، وذروة النفط، وزيادة الدعم الحكومي، في زيادة تشريعات الطاقة المتجددة والحوافز والتسويق. ساعد الإنفاق الحكومي الجديد والتنظيم والسياسات الصناعية على مواجهة الأزمة الاقتصادية لعام 2009 بشكل أفضل من العديد من القطاعات الأخرى.
تُثار مخاوف بشأن التأثيرات البيئية للطاقات المتجددة من قبل مؤيدي نظريات مثل تراجع النمو واقتصاد الحالة الثابتة، كأحد الأدلة على أن الأساليب التكنولوجية لتحقيق الاستدامة ليست كافية وهناك حاجة للحد من الاستهلاك.

## تعريف الطاقات المتجددة
تعرّف الوكالة الدولية للطاقة الطاقات المتجددة كالتالي:
«الطاقة المتجددة هي المشتقة من العمليات الطبيعية التي تتجدد باستمرار. تشتق بكافة أشكالها، مباشرة من الشمس، أو من الحرارة المتولدة في أعماق الأرض. يتضمن التعريف الكهرباء والحرارة المتولدتان من الطاقة الشمسية وطاقة الرياح والمحيطات والطاقة المائية والكتلة الحيوية، وموارد الطاقة الحرارية الجوفية والوقود الحيوي، والهيدروجين المشتق من الموارد المتجددة».
تتوزع موارد الطاقة المتجددة في مناطق جغرافية واسعة، على عكس مصادر الطاقة الأخرى، والتي تتركز في عدد محدود من البلدان.

## الاقتصاد والجدوى
باتت تقنيات الطاقة المتجددة أرخص تكلفة، من خلال التغيير التكنولوجي ومن خلال فوائد الإنتاج الضخم والمنافسة في السوق. جاء في تقرير الوكالة الدولية للطاقة لعام 2011: «أصبحت مجموعة تقنيات الطاقة المتجددة قادرة على المنافسة من ناحية التكلفة في دائرة ظروف تتوسع باستمرار، وتوفر في بعض الحالات فرصًا استثمارية دون الحاجة إلى دعم اقتصادي محدد»، وأضاف أن «التخفيضات في تكلفة التقنيات الحيوية، مثل طاقة الرياح والطاقة الشمسية، مستمرة». حصلت تخفيضات كبيرة في تكلفة تقنيات الطاقة الشمسية وطاقة الرياح اعتبارًا من عام 2011:
انخفض سعر الوحدات الكهروضوئية لكل ميغاواط بنسبة 60% منذ صيف عام 2008، وفقًا لتقديرات بلومبرغ لتمويل الطاقة الجديدة، مما يضع الطاقة الشمسية لأول مرة على أساس تنافسي مع سعر التجزئة للكهرباء في عدد من البلدان المشمسة. كما انخفضت أسعار توربينات الرياح بنسبة 18% لكل ميغاوات في العامين الماضيين مما يعكس- كما هو الحال مع الطاقة الشمسية- المنافسة الشرسة في سلسلة التوريد. تنتظرنا المزيد من التحسينات في التكلفة المستوية للطاقة الشمسية وطاقة الرياح وغيرها من التقنيات، مما يشكل تهديدًا متزايدًا لهيمنة مصادر توليد الوقود الأحفوري في السنوات القليلة المقبلة.
تعد الطاقة الكهرومائية والطاقة الكهربائية الحرارية الجوفية التي تُنتج في مواقع صالحة أرخص وسيلة لتوليد الكهرباء. تنخفض تكاليف الطاقة المتجددة باستمرار، والتكلفة المستوية للكهرباء آخذة في الانخفاض أمام طاقة الرياح، والطاقة الشمسية الكهروضوئية، والطاقة الشمسية المركزة، وبعض تقنيات الكتلة الحيوية. تعدّ طاقة الرياح والطاقة الشمسية قادرة على إنتاج الكهرباء بنسبة 20-40% من الإنتاج السنوي.
تعدّ الطاقة المتجددة الحل الأكثر اقتصادًا للمقدرة الجديدة المتصلة بالشبكات في المناطق التي لا تحتوي على وقود أحفوري رخيص. يزداد نطاق التطبيقات المجدية اقتصاديًا مع انخفاض تكلفة الطاقات المتجددة. تعد التقنيات المتجددة حاليًا الحل الأكثر اقتصادًا لمقدرة التوليد الجديدة في كثير من الأحيان. عندما يكون «توليد الطاقة بالنفط المصدر السائد لتوليد الطاقة (كما في الجزر والمناطق غير المخدمة بالشبكات وفي بعض البلدان)، يكاد يتوفر دائمًا حل متجدد منخفض التكلفة بالمقابل».
شكلت تقنيات توليد الطاقة المتجددة حوالي نصف جميع الإضافات الجديدة لتوليد الطاقة على مستوى العالم منذ عام 2012. تضمنت الإضافات في عام 2011، 41 غيغاواط من طاقة الرياح الجديدة، و30 غيغاواط من الطاقة الكهروضوئية، و25 غيغاواط من الطاقة الكهرومائية، و6 غيغاواط من الكتلة الحيوية، و0.5 غيغاواط من الطاقة الشمسية المركزة، و0.1 غيغاواط من الطاقة الحرارية الجوفية. توفر الطاقة الكهرومائية 16.3% من الكهرباء في العالم، وشكلت عند دمجها مع مصادر الطاقة المتجددة الأخرى مثل الرياح والطاقة الحرارية الجوفية والطاقة الشمسية والكتلة الحيوية والنفايات: 21.7% من إجمالي توليد الكهرباء في جميع أنحاء العالم في عام 2013.

### كهرباء الحمل الأساسي
يعدّ «الحمل الأساسي» الحد الأدنى لمستوى الطلب على الشبكة الكهربائية على مدى فترة زمنية ما، ويمكن تعويض بعض التباين في الطلب عن طريق الإنتاج المتفاوت أو تداول الكهرباء. تشمل معايير توليد طاقة الحمل الأساسي: السعر المنخفض والتوافر والموثوقية. استُخدمت مجموعة متنوعة من مصادر الطاقة على مر السنين مع تطور التكنولوجيا والموارد المتاحة. كانت الطاقة الكهرومائية الطريقة الأولى، ومازالت كذلك في بعض البلدان ذات المناخات الرطبة مثل البرازيل وكندا والنرويج وآيسنلدا. أصبح الفحم أكثر إمدادات الأحمال الأساسية شيوعًا مع تطوير التوربينات البخارية ونقل السوائب، وهو النهج الشائع في كثير من أنحاء العالم. تستخدم الطاقة النووية أيضًا وتتنافس مع الفحم، وتعدّ فرنسا دولة نووية غالبًا وتستخدم أقل من 10% من الوقود الأحفوري. من المرجح أن يحل الغاز الطبيعي ذو الشعبية المتزايدة محل الفحم كمصدر أساسي في الولايات المتحدة. ليس هناك أي بلد توفر فيه طاقة الرياح أو الطاقة الشمسية أو الوقود الحيوي أو الطاقة الحرارية الجوفية غالبية طاقة الحمل الأساسية، إذ يفشل كل من هذه المصادر في واحد أو أكثر من معايير السعر المنخفض والتوافر والموثوقية. هناك رغم ذلك العديد من البلدان التي توفر أكثر من 80% من الكهرباء عن طريق الطاقة المائية ومصادر الطاقة المتجددة المتغيرة. من الممكن تلبية الطلب على الكهرباء بنسبة 100% بما في ذلك الحمل الأساسي، بسعر أقل ومع موثوقية بنسبة 100%، من خلال مزيج من مصادر الطاقة المتجددة الموثوقة (محطات تخزين الطاقة الشمسية الحرارية، ومحطات توليد الطاقة الكهرومائية التي ذات الذروة ومحطات التخزين المائية) ومصادر الطاقة المتجددة المتفاوتة (الطاقة الشمسية الكهروضوئية، وطاقة الرياح، وتشغيل محطات توليد الطاقة الكهرومائية النهرية)، إذ انخفضت تكلفة توليد الطاقة من مصادر الطاقة المتجددة (خاصة الطاقة الشمسية الكهروضوئية) إلى أقل من تكلفة التشغيل/الوقود لمحطات الطاقة الأساسية التي تعمل بالفحم/الغاز الطبيعي.
تُخزن الطاقة الشمسية الكهروضوئية الفائضة والأقل تكلفة المتولدة خلال النهار، بواسطة محطات تخزين الطاقة الكهرومائية بالضخ، لتلبية الطلب على الكهرباء على مدار الساعة طوال العام. لا يمكن أن يستمر توليد الطاقة الحالي القائم على الوقود الأحفوري والنووي إلا باستكماله عن طريق توليد الطاقة من مصادر الطاقة المتجددة. لم يعد هناك مجال لمحطات الطاقة الجديدة المعتمدة على الوقود الأحفوري والنووي، نطرًا لأن تكلفة توليد الطاقة من مصادر الطاقة المتجددة رخيصة جدًا وصديقة للبيئة. من المتوقع أيضًا أن ينخفض سعر بطارية الليثيوم أيون من 176 دولارًا أمريكيًا لكل كيلوواط/ساعة في عام 2019 إلى 94 دولارًا أمريكيًا لكل كيلوواط/ساعة بحلول عام 2024، مما سيجعل الألواح الشمسية الكهروضوئية الموضوعة على السطوح وذات نظام التخزين عن طريق البطاريات، أكثر توافرًا في الشبكات المصغرة المستقلة اللامركزية، دون الحاجة إلى إنفاق إضافي على شبكة طاقة مركزية ضخمة.